# Gibson ES-150
La Gibson ES-150 è una chitarra semiacustica. ES è l'acronimo di Electric Spanish, ed il numero "150" rappresenta il prezzo di 150 dollari, inclusi un amplificatore e un cavo.

## Storia
La ES-150 venne introdotta nel 1936, e divenne subito popolare nel jazz che si stava diffondendo in quel periodo del XX secolo.
Eddie Durham è normalmente considerato il primo jazzista ad utilizzare questo modello di chitarra per la prima volta nel 1938 ma l'utilizzatore più famoso fu molto probabilmente Charlie Christian, da cui il pickup dello strumento prende il nome.
Nel periodo seguente alla seconda guerra mondiale, la ES 150 venne rinnovata con un nuovo materiale in acero laminato, nel nuovo modello venne introdotto per la prima volta un pickup P90 e questo strumento fu particolarmente apprezzato nella metà degli anni cinquanta.
Alla fine degli anni sessanta, la Gibson introduce sul mercato la ES-150DC che, a differenza del numero di modello simile, era molto diverso dalla ES-150. La ES-150DC aveva un maggior spessore del corpo, montava 2 pickup humbucker e possedeva una tastiera in palissandro.
Questo modello tuttavia non ebbe particolare successo e andò fuori produzione a metà anni settanta.